# Fanerófito
Segundo o sistema de Raunkjær, nesta categoria estão incluídas todas as plantas lenhosas ou herbáceas vivazes (árvores, arbustos, canas ou grandes ervas) cujas gemas de renovo são encontradas a mais de 25 cm acima do nível do solo. Por sua vez podem-se distinguir os seguintes tipos:
- macrofanerófitos: o caule lenhoso ultrapassa os 8 m de altura
- mesofanerófitos: o caule lenhoso tem entre 2 e 8 m de altura
- microfanerófito: o caule lenhoso tem entre 0,5 e 2 m de altura
- nanofanerófito: o caule lenhoso não ultrapassa os 0,5 m de altura[2].